# Georgsmühle (Lauda-Königshofen)
Georgsmühle, früher nur Mühle, ist eine ehemalige Mühle sowie ein heutiger Wohnplatz auf der Gemarkung des Lauda-Königshofener Stadtteils Oberbalbach im Main-Tauber-Kreis im fränkisch geprägten Nordosten Baden-Württembergs.

## Geographie
Die Georgsmühle liegt etwa 350 Meter westlich und talabwärts von Oberbalbach im Balbachtal. Weitere umgebende Orte sind Deubach etwa 2 Kilometern im Nordwesten sowie Unterbalbach talabwärts und etwa 2,5 Kilometern im Südwesten.

## Geschichte
Auf dem Messtischblatt Nr. 6424 „Königshofen“ von 1881 war vor Ort eine Mühle verzeichnet.
Der Wohnplatz kam als Teil der ehemals selbständigen Gemeinde Oberbalbach am 1. Januar 1975 zur Stadt Lauda-Königshofen, als sich die Stadt Lauda mit der Stadt Königshofen und der Gemeinde Unterbalbach im Rahmen der Gebietsreform in Baden-Württemberg vereinigte. Weitere ehemalige Gemeinden, unter anderem Oberbalbach, kamen hinzu.

## Kultur und Sehenswürdigkeiten

### Kulturdenkmale
Kulturdenkmale in der Nähe des Wohnplatzes sind in der Liste der Kulturdenkmale in Lauda-Königshofen verzeichnet. An einer Zufahrtsstraße befindet sich ein Bildstock.

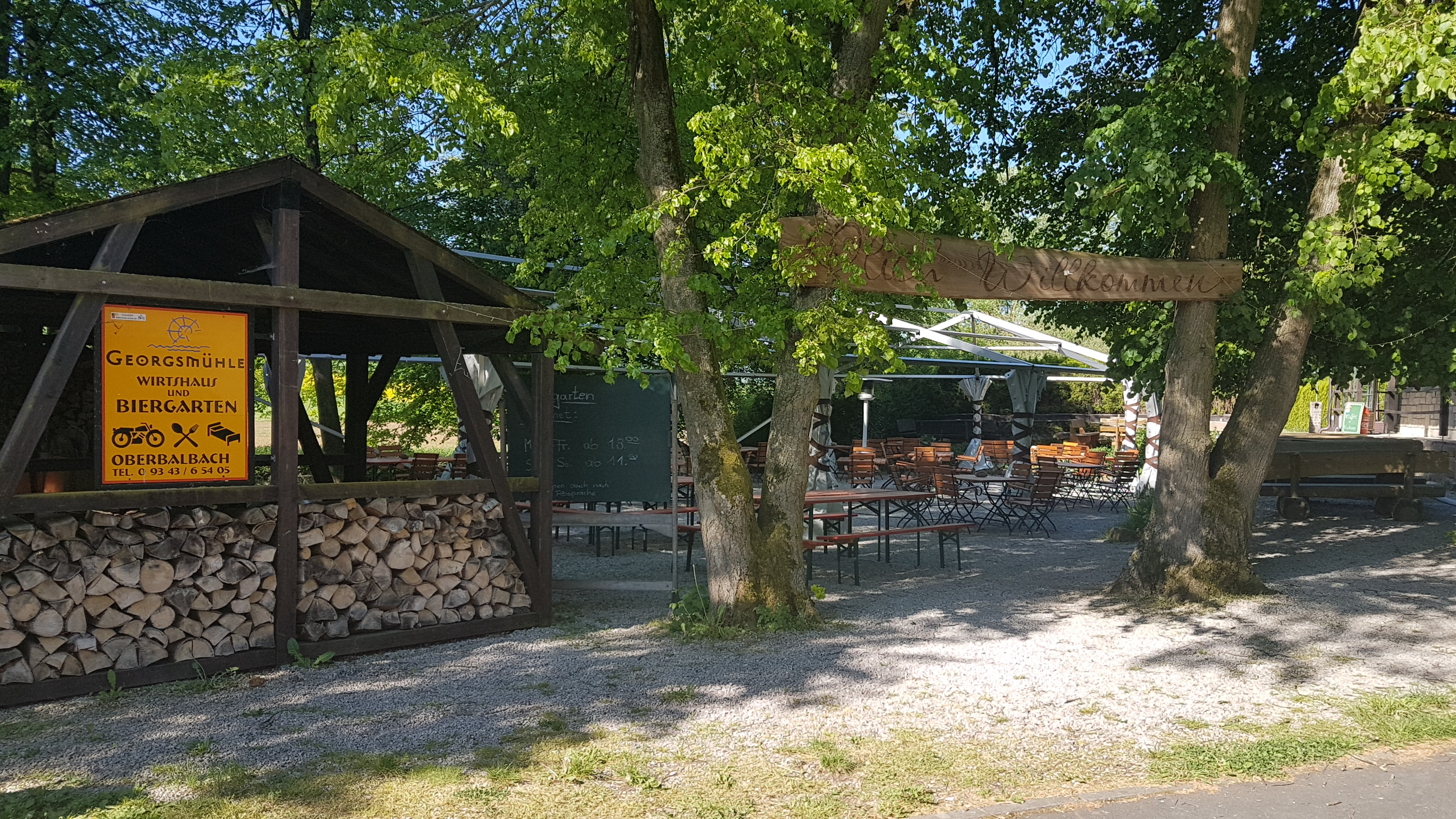
Biergarten an der Georgsmühle

### Biergarten und Wirtshaus
Ein Biergarten am Ort ist ein beliebtes Ausflugsziel für Radtouristen. Der Balbachtalradweg zweigt in Unterbalbach vom Taubertalradweg ab und führt durch das Balbachtal hinauf, direkt vorbei an der Georgsmühle. Ein Wirtshaus bietet Übernachtungsmöglichkeiten an der Georgsmühle.

## Verkehr
Der Ort ist über einen von der K 2847 abzweigenden Wirtschaftsweg zu erreichen sowie über die St.-Georg-Straße aus Richtung Oberbalbach oder mit dem Fahrrad über den schon erwähnten Balbachtalradweg.